# Nothing But Thieves (álbum)
Nothing But Thieves es el primer álbum de estudio de la banda inglesa de rock alternativo Nothing But Thieves. Fue lanzado el 16 de octubre de 2015 en el Reino Unido a través de Sony Music Entertainment, y el 5 de febrero de 2016 en los Estados Unidos a través de RCA Victor. Fue producido por Julian Emery, con producción adicional de Jim Irvin, Dominic Craik y Larry Hibbitt, y mezclas por Cenzo Townshend y Adam Noble.

## Lista de canciones
| N.º | Título                 | Duración |  |
| 1.  | «Excuse Me»            | 3:38     |  |
| 2.  | «Ban All the Music»    | 2:52     |  |
| 3.  | «Wake Up Call»         | 2:45     |  |
| 4.  | «Itch»                 | 3:24     |  |
| 5.  | «If I Get High»        | 3:26     |  |
| 6.  | «Graveyard Whistling»  | 3:52     |  |
| 7.  | «Hostage»              | 3:49     |  |
| 8.  | «Trip Switch»          | 3:01     |  |
| 9.  | «Lover, Please Stay»   | 4:07     |  |
| 10. | «Drawing Pins»         | 3:37     |  |
| 11. | «Painkiller»           | 2:25     |  |
| 12. | «Tempt You (Evocatio)» | 3:36     |  |

Edición de lujo
| Deluxe version (bonus tracks) |                 |          |  |
| N.º                           | Título          | Duración |  |
| 13.                           | «Honey Whiskey» | 3:12     |  |
| 14.                           | «Hanging»       | 3:51     |  |
| 15.                           | «Neon Brother»  | 3:55     |  |
| 16.                           | «Six Billion»   | 3:47     |  |

## Posicionamiento en lista
| Lista (2015–16)                       | Posiciones |
| ------------------------------------- | ---------- |
| Australia (ARIA)                      | 27         |
| Bélgica (Ultratop flamenca)           | 111        |
| Bélgica (Ultratop valona)             | 104        |
| Países Bajos (Album Top 100)          | 50         |
| Irlanda (IRMA)                        | 72         |
| Italia (FIMI)                         | 97         |
| Suiza (Schweizer Hitparade)           | 74         |
| Reino Unido (UK Albums Chart)         | 7          |
| US Billboard 200                      | 130        |
| US Top Alternative Albums (Billboard) | 11         |
| US Top Heatseekers Albums (Billboard) | 2          |
| US Top Rock Albums (Billboard)        | 15         |
| Lista (2018)                          | Posiciones |
| Polonia (ZPAV)                        | 34         |